# Rached al-Ghannouchi

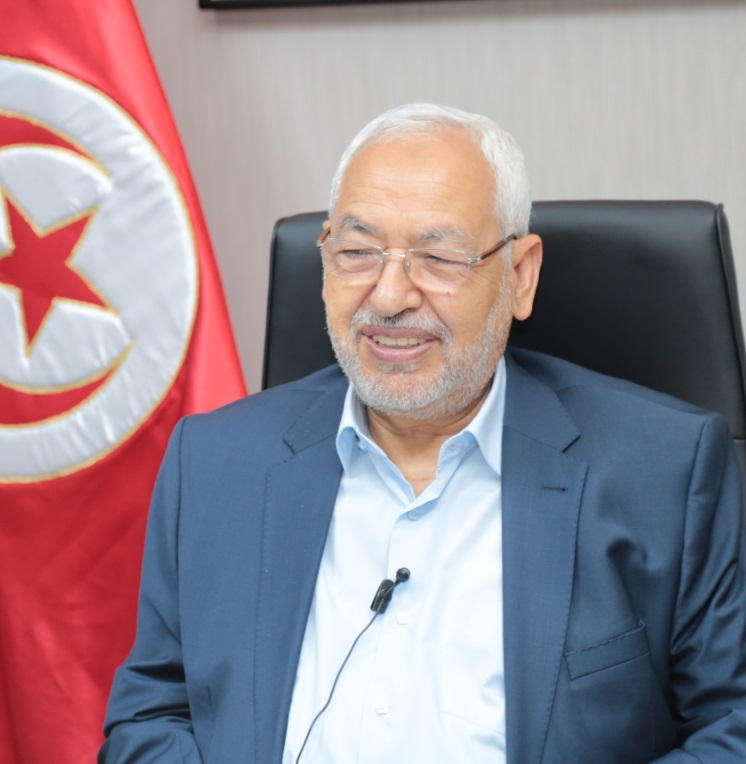
Rached Ghannouchi (2017)

Rached al-Ghannouchi (arabisch راشد الغنوشي Rāschid al-Ghannūschī, DMG Rāšid al-Ġannūšī; * 22. Juni 1941 als Raschid al-Cheridschi / راشد الخريجي in El Hamma) ist ein tunesischer Politiker und islamisch-politischer Theoretiker. Er führt seit den 1970er Jahren eine politische Bewegung an, die einen demokratischen islamischen Staat propagiert und mit den hart kritisierten despotischen Regimen der tunesischen Präsidenten Habib Bourguiba und Zine el-Abidine Ben Ali in Konflikt geriet. Diese Bewegung wurde 1989 in Ennahda umbenannt und erhielt 2011 die Zulassung als Partei. Al-Ghannouchi selbst verbrachte mehrere Jahre im Gefängnis und ging 1989 ins Exil nach London. Nach der Revolution in Tunesien 2010/2011 kehrte er nach Tunesien zurück. Ennahda gewann unter seiner Führung mit 37 Prozent der Stimmen die erste freie Wahl zur Verfassunggebenden Versammlung Tunesiens 2011 und stellte von Dezember 2011 bis Januar 2014 den Ministerpräsidenten. Als Ennahda bei der Wahl zum neugeschaffenen Parlament im Oktober 2014 mit etwa 27 Prozent nur zweitstärkste Kraft hinter der säkularen Sammlungsbewegung Nidaa Tounes wurde, akzeptierte Ghannouchi das Ergebnis und ließ keinen eigenen Kandidaten für die folgende Präsidentschaftswahl in Tunesien 2014 aufstellen. Nach der Parlamentswahl 2019 wurde er zum Präsidenten der Volksrepräsentantenversammlung gewählt. Ghannouchis politische Ansichten sind im Westen umstritten und werden zum Teil in der Nähe des radikalen Islamismus verortet; die Einreise in die Vereinigten Staaten wurde ihm deswegen verboten.

## Leben

### Familie und Ausbildung an der Zitouna
Rached Ghannouchi wurde am 22. Juni 1941 als Raschid al-Cheridschi in einem Dorf bei El Hamma geboren. Wie er selbst in seiner Autobiographie schreibt, unterschied sich seine Familie durch die religiöse Atmosphäre von den anderen Familien des Dorfes. Sein Vater, der eine Zeitlang im Handel tätig war, sich dann aber der Landwirtschaft zuwandte, war der einzige im Dorf, der Lesen und Schreiben konnte. Er konnte den Koran auswendig, diente den Leuten als Imam und Mufti und erteilte den Kindern kostenlos Koranunterricht. Die Abende verbrachte die Familie meist mit dem Flechten von Körben aus Palmblättern, während sie Tee trank und Loblieder auf den Propheten sang. Diese gemeinsamen Stunden dauerten oft bis nach Mitternacht. Rāschids wichtigste Aufgabe war es, die von der Familie produzierten landwirtschaftlichen Erzeugnisse zum Markt zu einem Gemüsehändler zu bringen und mit dem Erlös Waren zu erwerben, die die Familie nicht selbst herstellen konnte, wie Tee, Salz, Zucker und Öl.
Prägend waren für Rāschid die Geschehnisse nach dem Ende des Zweiten Weltkriegs und der tunesische Widerstand gegen die französische Kolonialpolitik. Als er als Jugendlicher die Vorbereitungsschule der Zaitouna-Universität besuchte, kam er zum ersten Mal mit der säkularen Moderne der Städte in Berührung, die in starkem Kontrast zum einfachen und religiös geprägten Leben auf dem Land stand, wo er aufwuchs. Von 1959 bis 1962 studierte er an der Universität Ez-Zitouna in Tunis. Von der dortigen Ausbildung war er jedoch sehr enttäuscht. Wie er in seiner Autobiographie schreibt, beantwortete das Bild, das an der Zitouna vom Islam gezeichnet wurde, nicht seine Fragen und ließ ihn das Vertrauen in den Islam verlieren, weil es kein modernes Bild war. Die Fiqh-Seminare, die er besuchte, kamen ihm wie ein „historisches Museum“ vor. Als er seinen Abschluss machte, hatte er das Gefühl, eine moderne Welt vorzufinden, die nichts mit dem Islam zu tun hat.

### Studienaufenthalte im Ausland

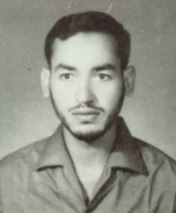
Rāschid Ghannūschī 1967

Ghannūschī zog für kurze Zeit nach Kairo, wo er ein Landwirtschaftsstudium begann. Aufgrund der politischen Umstände floh er jedoch wenige Monate später nach Syrien und studierte in Damaskus von 1964 bis 1968 Philosophie. Von Juni 1965 bis Januar 1966 unternahm er eine längere Reise durch Europa, die ihn nach Bulgarien, Jugoslawien, Österreich, Deutschland, Frankreich, Belgien und in die Niederlande führte. In Deutschland arbeitete er für kurze Zeit bei einem Großhändler im Ruhrgebiet. Wie er in seiner Autobiographie vermerkt, empfand er die Menschen in Europa als intolerant, unwirtlich und verschlossen gegenüber Ausländern. Die einzige positive Erfahrung, die er während dieser Zeit gemacht habe, verband sich mit einer deutschen Familie in den Niederlanden, die ihn zum Weihnachtsfest einlud.
Die in Europa gemachten Erfahrungen wogen schwer. Sein drittes Jahr in Syrien, 1966, bildete einen intellektuellen Wendepunkt: Ghannouchi wandte sich vom linken nasseristischen Denken ab und entdeckte für sich den Islam. Er hatte Kontakt zu den Muslimbrüdern, zu Hizb ut-Tahrir, zu einer sufischen Gruppe und zu einer salafistischen Gruppe, wollte aber keiner dieser Gruppierungen beitreten. Besonders zog es ihn aber in den Studienzirkel des Hadith-Gelehrten Muhammad Nāsir ad-Dīn al-Albānī, den er mehr als ein Jahr besuchte. Ghannouchi war sehr beeindruckt von seinem Umgang mit Hadithen und seinen Bemühungen, „den Islam von abergläubischen Vorstellungen (ḫurāfāt) zu reinigen“. Al-Albānī machte ihn auch mit Ibn Taimīya und Ibn Qaiyim al-Dschauzīya bekannt und prägte ihn damit nachhaltig.
Unmittelbar nach seinem Studienabschluss 1968 zog Ghannouchi nach Paris, um dort an der Sorbonne ein Masterstudium in Erziehungsphilosophie aufzunehmen, In Paris schloss sich Ghannūschī zunächst einer Gruppe der Tablighi Jamaat an und wurde zum Prediger. Dann gründete er zusammen mit anderen muslimischen Studenten an der Großen Pariser Moschee den „Islamischen Studentenverein“ (al-Ǧamʿīya aṭ-ṭulābīya al-islāmīya). Dem Vorsitzenden des Vereins, Ahmad Fachrī, half er bei der Übersetzung der Reden Ruhollah Chomeinis aus dem Französischen ins Arabische. Die Gruppe wurde jedoch bald aus der Moschee geworfen. Sein Philosophiestudium schloss er nicht ab.

### Politische Aktivitäten unter dem Bourguiba-Regime

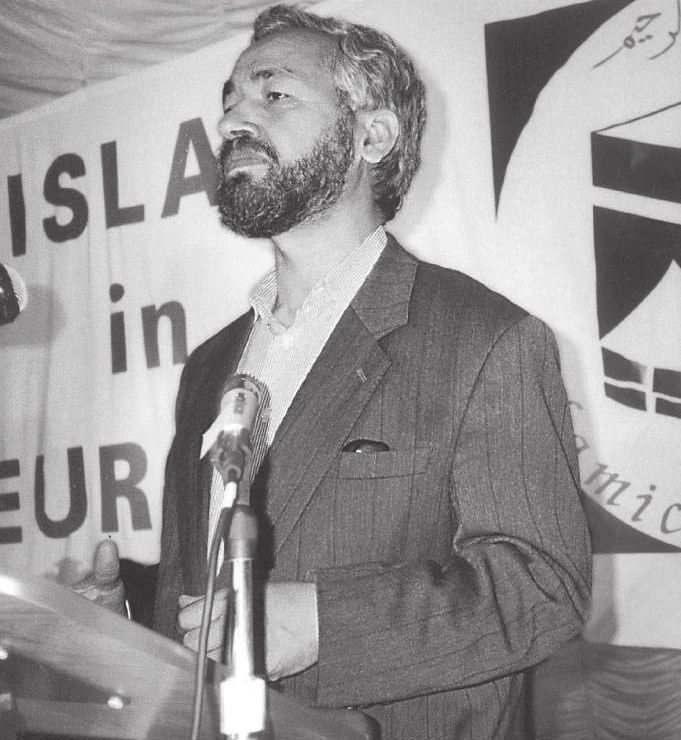
Rached Ghannouchi um 1980

Ghannūschī kehrte nach Tunesien zurück und begann dort, Philosophie zu unterrichten. Er veröffentlichte erste Artikel zur Reform von Unterrichtsplänen an Schulen. Von 1970 bis 1973 leitete er die von ihm ins Leben gerufene Dschamāʿa Islāmīya, eine religiöse Vereinigung, die sich darauf konzentrierte, die Verwestlichung Tunesiens zu kritisieren. Die Gruppe wurde 1973 wie auch andere soziale und politische Gruppierungen vom Bourguiba-Regime verboten. Die Arbeiterproteste in Tunis 1978 sowie die Islamische Revolution im Iran 1979 inspirierten Ghannouchi zu einer Weiterentwicklung seiner Ideologie.
1979 reiste Ghannūschī in den Sudan, um sich mit der dortigen islamischen Bewegung vertraut zu machen. Was ihn dort besonders beeindruckte, war die starke Partizipation der Frauen an der islamischen Bewegung und ihre weitgehende Gleichstellung. Nach seiner Rückkehr nach Tunesien veröffentlichte er den Artikel „Die Frau in der islamischen Bewegung“ (al-Marʾa fī al-ḥaraka al-islāmīya), in dem er die bisherige Position der tunesischen islamischen Bewegung gegenüber den Frauen kritisierte und zur Gleichstellung der Geschlechter und einer stärkeren Einbindung von Frauen in die sozialen und politischen Aktivitäten der Bewegung aufrief. Frauen wandten sich daraufhin in größerer Zahl der islamischen Bewegung zu und nahmen verstärkt an ihren Aktivitäten teil, wobei Ghannūschī auch solche akzeptierte, die keine islamische Kleidung trugen.
Im Mai 1980 feierte Ghannūschīs Bewegung zum ersten Mal den Tag der Arbeit, und zwar mit einer Kundgebung in einer Moschee, an der ca. 5000 Menschen teilnahmen. Ghannūschī betonte bei dieser Gelegenheit, dass der Islam die Rechte von Landarbeitern schütze. Am 6. Juni 1981 gab Ghannūschī bei einer Pressekonferenz die Gründung des Mouvement de la Tendance Islamique (MTI) bekannt, veröffentlichte als Satzung ein Gründungsmanifest, das ein Bekenntnis zur Demokratie enthielt und die despotische Regierung Bourguibas kritisierte, und beantragte die Registrierung der Bewegung als neue Partei. Einen Monat später, am 17. Juli 1981, wurde er mit 500 MTI-Anhängern verhaftet und für vier Jahre inhaftiert. Während seiner Haftzeit, die bis zum August 1984 andauerte, las er viel, unter anderem ein Buch von Roger Garaudy über die Frauen, das ihn sehr beeindruckte, und übersetzte Malek Bennabis Buch Islam und Demokratie ins Arabische. 1987 wurde er erneut inhaftiert und zusammen mit anderen führenden Persönlichkeiten der MTI-Bewegung wegen Anstiftung zu Gewalt und Aufwiegelung zu einem Staatsstreich zum Tode verurteilt. Der Fall Ghannouchi wurde zum Politikum, Politiker auch in der Regierungspartei Bourguibas kritisierten den Prozess, Richter hoben die verhängte Todesstrafe wieder auf.
1987 löste Zine El Abidine Ben Ali Habib Bourguiba an der Spitze des Staates ab, Ghannouchi und andere inhaftierte Mitglieder der MTI kamen 1988 frei. Die Führung der Gruppe übernahm 1988 Sadok Chourou, der als radikal eingestuft wird, während Ghannouchi noch inhaftiert war. Nachdem Ben Ali ein pluralistischeres politisches System angekündigt hatte, stellte Ghannouchi einen Antrag auf Anerkennung der MTI, die sich in Ennahda umbenannte. Mitglieder der Partei nahmen als unabhängige Kandidaten an den Parlamentswahlen 1989 teil und errangen große Erfolge. Das Regime jedoch akzeptierte einen solchen Machtgewinn für eine Oppositionspartei nicht und lehnte den Antrag auf Anerkennung der Nahda-Partei ab. Mitglieder wurden von nun an als Mitglieder einer illegalen politischen Vereinigung verfolgt. Ghannouchi floh 1989 ins britische Exil, wo er bis 2011 lebte.

### Im britischen Exil
Anfang der 1990er machte er Schlagzeilen durch seine radikale Kritik der amerikanischen Präsenz in Saudi-Arabien während des Golfkrieges. Analysten sehen diese Radikalisierung als politischen Zug, um die tunesische Regierung mit ihrer Unterstützung der anti-irakischen Allianz zu Sturz zu bringen – ursprünglich lehnte Ennahda das Regime Saddam Husseins als unislamisch ab. Ghannouchi rief in seinen folgenden Reden und Schriften Muslime weltweit zum Kampf gegen die saudische Regierung auf, die sich mit ihrer Einladung der Amerikaner in das Land der heiligen Stätten des Islams aus Sicht der Islamisten als „unislamisch“ disqualifiziert hatte. Kritiker werfen Ghannouchi die Anwendung des Takfir vor, was den Kampf gegen des Unglaubens bezichtigte Staaten legitimiere. In den folgenden beiden Jahren erhob das Regime Vorwürfe gegen Ghannouchi, indem es ihn mit aufgedeckten Terrorplänen Ennahdas in Tunesien in Verbindung brachte. Ghannouchi erwirkte gerichtlich mehrfach von verschiedenen britischen Zeitungen die Feststellung, dass ihm als in London lebendem Ex-Führer der Ennahda keine Beteiligung oder Mitwisserschaft an derartigen Terrorplänen nachzuweisen sei.
Im Mai 2001 segnete er in einer von Al-Jazeera ausgestrahlten Fernsehsendung die Mütter von Selbstmordattentätern mit den Worten: „Ich möchte meine Segenswünsche den Müttern dieser Jugendlichen übermitteln, dieser Männer, denen es gelungen ist, ein neues Gleichgewicht der Kräfte zu erringen… Ich segne die Mütter, die im gesegneten Palästina den Samen dieser Jugendlichen gepflanzt haben, die dem internationalen System und den von den USA unterstützten arroganten Israelis eine wichtige Lehre erteilt haben. Die palästinensische Frau, die Mutter der Shahids [Märtyrer], ist selbst eine Märtyrerin, und sie hat ein neues Vorbild für die Frau geschaffen.“
Einige politische Analytiker haben Ghannouchi als Islamisten betrachtet, der sich allein vor Wahlen moderater gebe und „begeisterter Anhänger der Hamas“ sei, die ihn als Theoretiker schätzt und als einen der ihren betrachtet. Ihm war die Einreise in die USA verboten worden; er lebte bis 2011 im Exil in London, wo ihm seit August 1993 Asyl gewährt worden war.

### Nach der tunesischen Revolution
Am 30. Januar 2011 kehrte er nach Tunesien zurück und beteiligte sich an der Demokratisierung des Landes nach der Revolution gegen das autoritäre Regime. Als Anführer der erst am 1. März 2011 im Zuge der Revolution 2011 legalisierten islamischen Nahda bzw. Ennahda setzt er sich für einen reformierten Islam sowie Demokratie und die Anwendung der Menschenrechte in Tunesien ein. Bei der ersten demokratischen Wahl nach dem Sturz von Präsident Ben Ali im November 2011 wurde seine Partei mit 37 Prozent der Stimmen deutlicher Wahlsieger. Während des Wahlkampfs bekräftigte er seine Unterstützung der Demokratie und den Verzicht auf Einführung aller Gebote der Sharia, etwa die Vielehe. Ennahda führte von Dezember 2011 bis Januar 2014 die tunesische Regierung an; bei der ersten Wahl zur neuformierten Volksrepräsentantenversammlung nach der neuen Verfassung vom Januar 2014 wurde Ennahda hinter der säkularen Sammlungsbewegung Nidaa Tounes zweite Kraft und ist in einer breiten Unterstützerkoalition am neu gebildeten Kabinett des parteilosen Ministerpräsidenten Habib Essid beteiligt.
Er erhielt 2014 den Ibn-Ruschd-Preis für Demokratie und Meinungsfreiheit in Arabien. Nach dem einvernehmlichen Rücktritt des Ennahda-geführten Kabinetts Larajedh im Januar 2014 und der im Konsens mit säkularen Oppositionskräften verabschiedeten Verfassung Tunesiens sowie der Anerkennung der für Ennahda enttäuschenden demokratischen Wahlergebnisse der zweiten Jahreshälfte 2014 erfuhr Ghannouchi weithin Anerkennung als wesentliche Stütze der tunesischen Entwicklung zur Demokratie.
Am Abend des 17. April 2023 (im Ramadan) wurde er für ein Verhör festgenommen und sein Wohnhaus durchsucht. Die Staatsanwaltschaft ermittelt gegen ihn wegen „aufrührerischer Äußerungen“. Einige Stunden danach wurde auch die Parteizentrale der Ennahda durchsucht. Bereits zuvor hatte es eine Verhaftungswelle gegen Oppositionspolitiker gegeben. Im Dezember 2022 war der Ennahda-Politiker und ehemalige Premierminister Ali Larayedh in Untersuchungshaft genommen worden. In der Vergangenheit ist Ghannouchi bereits mehrfach wegen, von ihm bestrittener, Vorwürfe der Geldwäsche und verdeckten Terrorismusfinanzierung über eine Wohltätigkeitsorganisation für Verhöre kurzzeitig festgenommen worden. Im Mai 2023 wurde er wegen Terrorismusvorwürfen zu einem Jahr Freiheitsstrafe verurteilt. Nach Angaben seiner Anwältin wurde ihm eine Ansprache vorgeworfen, in der er ein Ennahda-Mitglied als einen Freiheitskämpfer gewürdigt hatte, der „keinen Herrscher oder Tyrannen fürchtete, sondern nur Gott“. Es laufen weitere Ermittlungsverfahren gegen ihn.

## Werke

### „Die allgemeinen Freiheiten im islamischen Staat“
Rāschid al-Ghannūschī hat seine politischen und sozialen Ideen in verschiedenen Werken schriftlich niedergelegt. Eines der wichtigsten davon ist sein Buch al-Ḥurrīyāt al-ʿāmma fī d-daula al-islāmīya („Die allgemeinen Freiheiten im islamischen Staat“), das 1993 in Beirut vom „Zentrum für Studien der islamischen Einheit“ (Markaz Dirāsāt al-waḥda al-islāmīya) veröffentlicht wurde. Das Buch ist in drei Teile gegliedert. Der erste behandelt „Die Rechte und Freiheiten des Menschen im Islam“. Ein eigenes Kapitel im ersten Teil befasst sich mit „dem islamischen Konzept der Freiheit und den Menschenrechten“ (at-taṣauwur al-islāmī li-l-ḥurrīya wa-ḥuqūq al-insān). Al-Ghannūschī verweist hier auf den islamischen Rechtstheoretiker Abū Ishāq asch-Schātibī (gest. 1388), der in seinem Werk al-Muwāfaqāt die Scharia auf fünf grundlegende Rechtszwecke (maqāṣid) zurückgeführt hatte, nämlich die Bewahrung der Religion, des Lebens, der Vernunft, der Abstammung und des Vermögens. Hieraus leitet er ab, dass es im Rahmen des Islams fünf grundlegende Menschenrechte gibt, die er in dem Kapitel eingehend erörtert:
1. die Religionsfreiheit. Hierbei widmet er dem Prinzip der Gleichberechtigung, der Freiheit, eine Religion zu verteidigen, zu verbreiten oder zu kritisieren, sowie dem Problem der Apostasie eigene Abschnitte.
2. die Freiheit der Person und das Recht auf Menschenwürde,
3. die Freiheit des Denkens und der Meinungsäußerung,
4. wirtschaftliche Rechte wie das Recht auf Eigentum und
5. soziale Rechte wie das Recht auf Arbeit, Gesundheitsfürsorge, Schutz der Familie, das Recht auf Bildung und das Recht auf soziale Sicherheit.[32]

Der zweite Teil des Buchs, der mit „Die politischen Rechte und Freiheiten“ überschrieben ist, ist in zwei Kapitel gegliedert, von denen das erste „die grundlegenden Prinzipien der Demokratie“ und das zweite „die grundlegenden Prinzipien der islamischen Herrschaft“ behandelt. Al-Ghannūschī erklärt hier, dass die grundlegende Säule in der islamischen politischen Philosophie die Theorie von der Stellvertreterschaft (istiḫlāf) ist, die besagt, dass Gott den Menschen als seinen Stellvertreter (ḫalīfa) auf Erden eingesetzt hat.
Der dritte und letzte Teil des Buches widmet sich der „Gewährleistung von Rechtssicherheit und den allgemeinen Freiheiten im islamischen System“. Dabei behandelt der Autor auch die Stellung nicht-islamischer Gruppen im islamischen Staat. Er macht deutlich, dass er nicht bereit ist, solchen Parteien, die die religiöse Ordnung des Islam als oberstes Prinzip der Gesellschaft ablehnen, eine Mitwirkung am politischen Leben zu gestatten. Seiner Auffassung nach kann nur derjenige, der am politischen Geschehen teilhaben möchte, zum Islam übertreten. Nichtmuslimen räumt er jedoch das Recht ein, in muslimischen Parteien mitzuwirken, solange sie die Wertvorstellungen der islamischen Gesellschaft respektieren. Der Zugang zu Führungspositionen innerhalb der Regierung bleibt ihnen jedoch verwehrt.

### Andere Werke
Ein weiteres Buch al-Ghannūschīs mit dem Titel Ḥuqūq al-muwāṭana: ḥuqūq ġair al-muslim fī l-muǧtamaʿ al-islāmī („Die Rechte der Staatsbürgerschaft. Die Rechte des Nicht-Muslims in der islamischen Gesellschaft“) erschien schon 1989. Das 2001 in London veröffentlichte Buch Min taǧribat al-ḥaraka al-Islāmīya fī Tūnis („Aus der Erfahrung der islamischen Bewegung in Tunesien“) hat den Charakter einer politischen Autobiographie.

## Ideologie
Der einstige tunesische Mouvement de la Tendance Islamique (MTI) entstand durch den Zusammenschluss dreier Sympathieträger der pakistanischen Tablighi-Jamaat-Gruppe, die um 1966/1967 begann, in Tunesien um Anhänger zu werben. Diese drei waren Schaich ibn Milad, Rachwd Ghannouchi, ihr späterer Präsident und wichtigster Ideengeber, sowie Ahmida Enneifar. Das Interesse an Ghannouchi wurde speziell dadurch geweckt, dass er sich anders als die Anführer anderer fundamentalistischer Bewegungen auf spektakuläre und medienwirksame Weise für die liberale Demokratie aussprach. Er besteht auf der Notwendigkeit, die Künste nicht zu vernachlässigen, und kritisiert diejenigen, die Religionslehre in einer verstaubten Art betreiben, so dass den Jugendlichen der Sinn für die Religion entgehe. Sein Eintreten für Soziale Gerechtigkeit machte die Bewegung für Jugendliche attraktiv und handelte ihm von seinen Kritikern den Ruf ein, er sei ein verkappter Marxist, ein Vorwurf, mit dem er gerne kokettiert, um seine „gegenwartsbezogene“ Politik zu unterstreichen. Er warnt vor der oft wiederholten Behauptung, der Westen sei in seinem Abstieg begriffen; dieser Vorwurf diene nur als Sedativum für die Muslime. Obwohl auch er glaubt, dass der Zerfall des Westens eine Tatsache sei, mindestens auf der moralischen Stufe, sieht er darin wenig Trost für diejenigen, deren Abstieg noch weiter reicht. Er warnt davor, alle Ideen, die aus dem Westen kommen, speziell die Idee der Demokratie, pauschal zu verwerfen, allenfalls müsse man sie differenziert betrachten. Die zentrale Idee im Westen und der Motor für seinen technologischen Fortschritt sei der Glaube an den Menschen, dass der Mensch in sich selbst für sich selbst existiere und der Maßstab aller Dinge sei. Der Mensch könne seine Welt und sein Schicksal kontrollieren, seine Welt verstehen und sie beherrschen. Früchte eines derartigen Glaubens seien die Befreiung des Menschen von dem Gefühl der Ohnmacht und der Ausrichtung seiner Gedanken in praktische und sachliche Bahnen, der Glaube an Fortschritt und die Unerschütterlichkeit in der Bewältigung neuer und unbekannter Probleme, ein Sinn für die Werte der Zeit und die Aufwertung der Menschenwürde und Freiheit, was sich in Gestalt der Demokratie als Staatsform und des Respekts für die Menschenrechte auf der politischen Ebene widerspiegele.
Allerdings habe dieser Glaube auch seine negativen Folgen, wie es sich an der Interesselosigkeit an all den Dingen zeige, die über das Materielle hinausgehen. Die Konsequenz sei, dass das intellektuelle und spirituelle Leben des Westens hinter dessen materiellem Fortschritt zurückbleibe. Das Leben im Westen gleite in einem dekadenten Hedonismus dahin, bar jeglicher Vision von der wahren Bedeutung des Lebens. Hier deutet sich an, dass Ghannouchi die demokratischen Mechanismen für seine Konzeption eines auf islamischen Werten basierenden Staatswesens entdeckt, er allerdings den säkularen Aspekt ablehnt, da dieser dem Menschen eine Freizügigkeit einräume, die er für zivilisationshemmend, wenn nicht gar zivilisationszerstörend befindet. Allerdings kritisiert er, dass die liberale Demokratie nur Anwendung innerhalb der nationalen Grenzen finde, international jedoch nach dem „Naturgesetz“ des Stärkeren handle, womit Ghannouchi auf die Mechanismen der Globalisierung und der westlichen Interventionspolitik anspielt. Er sieht das Problem nicht in der Idee oder den Mechanismen der Demokratie, sondern in Aspekten der Philosophie, der diese Ideale entstammten. Seiner Meinung nach ist die liberale Demokratie von abendländischen Philosophen wie Darwin, Hegel und Nietzsche beeinflusst, die eine entsprechende Haltung des Stärkeren gegenüber dem Schwächeren rechtfertigten und legitimierten. Demokratische Regierungen in aller Welt seien in Unterdrückung und sogar Genozide verwickelt, was die inhumanen Seiten der westlichen Demokratien offenbare.
Ghannouchi beklagt, dass es durch die Demokratie als Staatsform nicht gelungen sei, die Angriffe von Völkern gegeneinander sowie Betrug und wirtschaftlich motivierte Übergriffe und Übervorteilung zu verhindern. Für Ghannouchi ist es unerlässlich, dass die Völker ihre Egoismen überwinden und einer einzigen gültigen Menschlichkeit nachstreben; anders formuliert: dass allen Menschen überall auf der Welt unabhängig von ihrer Zugehörigkeit zu einer Nation nicht nur theoretisch, sondern auch praktisch die gleichen Rechte zukommen. Seiner Meinung nach ist es die materialistische Philosophie, die als einzige Wertegrundlage des liberalen demokratischen Systems angesehen wird und dafür verantwortlich ist, dass sich der Westen außerhalb seiner Grenzen oppressiv gibt. Er vertritt daher als islamische Alternative eine auf ethischen bzw. religiösen Werten aufbauende Demokratie. Er fordert, dass ein Angriff auf eine einzige Person gewertet werden müsse wie ein Angriff auf die gesamte Menschheit. Ghannouchi ist der Meinung, die Demokratie könne zur Entfaltung eines der besten politischen Systeme beitragen, ja geradezu konstitutiv sein, solange sie nur begleitet werde von einer universellen, den Menschen achtenden Philosophie. Sie sei das beste politische System, das Menschen sich bisher ausgedacht hätten, auch ohne seine Realisierung in einer „islamischen Demokratie“. Es sei unverzeihlich, dass die Fundamentalisten die Demokratie mit der Begründung pauschal ablehnten, weil sie dem „westlichen Geist“ entsprungen sei. Es müsse im Gegenteil überlegt werden, wie sie dem „islamischen Geist“ zunutze gemacht werden könne, um seine Werte bestmöglich entfalten zu können.

### Eine islamische Demokratie
Ein kritischer Blick in sein Buch al-Ḥurrīyāt al-ʿāmma fī d-daula al-islāmīya (deutsch: „Die allgemeinen Freiheiten im islamischen Staat“) offenbart, was er unter seiner islamischen Demokratie tatsächlich versteht. Aufschlussreich ist Ghannouchis Haltung zum Apostaten: Er betrachtet die freiwillige und bewusste Abkehr vom Islam und die Hinwendung zum „Unglauben“, aufgrund derer grundsätzliche Leitlinien des Islam hinsichtlich Glaube, Gesetz oder Ritus negiert werden, als ein politisches Vergehen. Das islamische Recht auf Freiheit und Sicherheit schließe diese Abkehr vom Glauben nicht mit ein. Das Vergehen bestehe in der Abspaltung, einem Akt von Meuterei und Verrat, das im Rahmen der Verantwortung des Staates für die Aufrechterhaltung der Gemeinschaft sowie von Recht und Ordnung zu bestrafen sei. Durch diese Stellungnahme wird widerlegt, dass er gewillt ist, der Gesellschaft bis in die letzte Konsequenz die Wahlfreiheit zwischen entgegengesetzten Lebenskonzepten einzuräumen.
Ghannouchis Aussage zur Rolle der durch die Scharia vorgegebenen Grenzen in seiner Theorie einer „islamischen Demokratie“ ist unmissverständlich: Nach seiner Ansicht könne kein politisches Konzept als islamisch betrachtet werden, das sich außerhalb der Scharia bewegt. Aus islamischer Sicht sei ein solches Konzept illegitim. Nach Ghannouchi steht die Autorität der Scharia über jeder anderen Autorität der muslimischen Gesellschaft.
Bezüglich des Mehrparteiensystems drückt sich Ghannouchi sehr vorsichtig aus, indem er ähnliche Bedenken wie viele andere Fundamentalisten äußert, die Umma könne sich an der Richtungsvielfalt spalten. Er sieht darin jedoch einen positiven Aspekt des Wettbewerbs, der sich allerdings an die Grundregeln der konstruktiven Zusammenarbeit halten müsse. Auch wenn Ghannouchi keine liberale Demokratie im westlichen Sinne zu etablieren beabsichtigt, hat er Überlegungen angestellt, wie Rechtsstaatlichkeit in einem religiösen System zumindest theoretisch gewährleistet werden kann, das als besonders anfällig für Machtmissbrauch bewertet wurde. Ghannouchi erkennt die Gefahr, die aus dem Umstand resultiert, dass die Scharia interpretiert werden muss und damit die Gefahr des Machtmissbrauchs durch interessengesteuerte Interpretation gegeben ist. Sein Lösungsvorschlag, diese Monopolisierung zu unterbinden, besteht darin, dass Parteien mit unterschiedlichem Idschtihad (= Interpretations-Anstrengung) in Wettbewerb zueinander treten sollen, um dem Volk die Wahl zu lassen, sich für die ihm genehme Version zu entscheiden. Für den Fall allerdings, dass nur Interpretationsvorschläge gemacht werden, die das Volk um keinen Preis annehmen will, soll diesem ein Mittel in die Hand gegeben werden, diese Vorschläge abzulehnen. Entschieden sie sich bei dieser Wahl für ein laizistisches Modell, so respektiere er ihre Wahl, entschieden sie sich allerdings für ein islamisches Modell, würden dessen Gesetze in nicht revidierbarer Weise in Kraft treten.

### Leben und Aktionen der Muslime in Europa und Israel
Ghannouchi ist heute ein führendes Mitglied im European Council for Fatwa and Research, der der Führung von Yusuf al-Qaradawi untersteht und den ägyptischen Muslimbrüdern zugerechnet wird. Wichtigstes Ziel dieses Rates ist es, das Leben der Muslime in Europa entsprechend den Bestimmungen der Scharia zu regeln. Wie das Middle East Media Research Institute berichtet, hat Qaradawi selbst noch im Jahr 2004 eine Fatwa erlassen, die in der Al-Ahram Al-Arabi vom 3. Juli desselben Jahres erschienen ist und die das Töten muslimischer Intellektueller als Apostaten erlaubt (sogenannte Islam-Renegaten). Jawad Hashim und Shaker Al-Nabulsi schrieben 2004 in einer Petition an die Vereinten Nationen einen Aufruf zur Reaktion auf religiösen Extremismus als bestärkendes Element für den Terrorismus. Insbesondere legten sie ihr Augenmerk auf Fatwas, die Gewalt billigen, und führten eine Reihe von Beispielen auf. Sie schreiben al-Ghannouchi darin eine Fatwa zu, die es erlaube, alle israelischen Zivilisten zu töten, weil es, so seine Rechtfertigung, in Israel keine Zivilisten gebe, denn die Bevölkerung – Männer, Frauen und Kinder – sei die Reserve der Armee und daher als solche zu töten.